# Ruth Ware

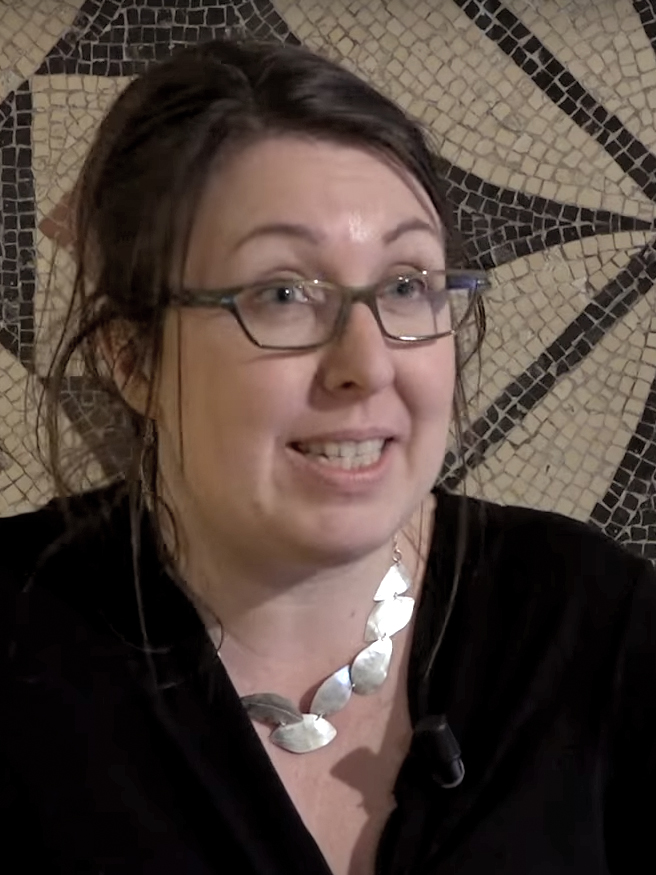
Ware en 2018

Ruth Ware (nacida en 1977), alias de Ruth Warburton, es una autora británica de suspenso psicológico. Sus novelas incluyen In a Dark, Dark Wood (2015), The Woman in Cabin 10 (2016), The Lying Game (2017), The Death of Mrs Westaway (2018), The Turn of the Key (2019), One By One (2020), The It Girl (2022) and Zero Days (2023).. Tanto In a Dark, Dark Wood como The Woman in Cabin 10 estuvieron en las listas de los diez libros más vendidos del The Sunday Times del Reino Unido y del The New York Times. Está representada por Eve White de la Agencia Literaria Eve White. Cambió al seudónimo de Ruth Ware para distinguir sus novelas policiales de las novelas de fantasía para adultos jóvenes publicadas con su nombre, Ruth Warburton.

## Vida personal
Ruth Ware nació en 1977 y creció en Lewes. Estudió inglés en la Universidad de Mánchester, donde desarrolló una fascinación por los textos en inglés antiguo y medio.
Antes de su carrera como escritora, Ware trabajó como camarera, librera y publicista. También pasó un tiempo en París, enseñando inglés como lengua extranjera.
Ware ahora vive cerca de Brighton.